# Talking Old Soldiers
Talking Old Soldiers è un brano scritto ed interpretato da Elton John; il testo è di Bernie Taupin. Proviene da Tumbleweed Connection (1970), ed è probabilmente la traccia di maggior rilievo dell'intero album, considerata un vero e proprio capolavoro, così come tutto l'album di provenienza.
La melodia si basa sul pianoforte di Elton, che traccia i contorni della scena: punto centrale del brano è la figura del vecchio soldato, che appare come un fantasma e un'ammonizione a un imprecisato protagonista. Sembra molto evidente la rassegnazione nelle parole del veterano, ben accompagnata da ingegnosi e al contempo semplici accordi pianistici, che fanno di questo brano uno dei più geniali e sofisticati capolavori dell'intera produzione eltoniana.
Nel 2007, Bettye LaVette ne ha pubblicato una cover.